# Лібералізм у Гонконгу
Лібералізм мав давню традицію в Гонконгу як економічна філософія і став основним політичним напрямком з 1980-х роках, часто був продемократичним табором, крім китайського націоналізму та консерватизму, який часто є пропекінським табором. 

## XIX— початок XX ст

### Лайзез-фаер лібералізм
Позиція Гонконгу згідно з Нанкінським договором у 1842 році була під наглядом тодішнього міністра закордонних справ Великої Британії лорда Пальмерстона. Лорд Пальмерстон був головним діячем Вігів, прем'єром ліберальної партії. Метою «Опіумної війни» було відкриття китайського ринку в ім'я вільної торгівлі. Як британський вільний порт Гонконгу. Використовуючи перевагу як ворота на величезний китайський ринок, гонконзькі купці, так звані компадори, взяли провідну роль в інвестиційних та торговельних можливостях, виступаючи посередниками між європейськими та корінними народами в Китай та Гонконг, на принципах вільного класичного лібералізму, який відтоді домінував у дискурсі економічної філософії Гонконгу. 
Сер Джон Баурінг, губернатор Гонконгу(1854—1859), учень ліберального філософа Джерамі Бентама, в той час був головним активістом вільної торгівлі. Він вважав, що «Ісус Христос є вільною торгівлею і вільна торгівля є Ісусом Христом». У 1858 році Баурінг з гордістю стверджував, що «Гонконг є ще одним прикладом еластичності та потенціалу необмеженої торгівлі». З цієї причини Гонконг за останні 18 років оцінюється як найвільніша економіка світу — це титул, наданий Фондом «Спадщина», консервативним дослідницьким центром у Вашингтоні, який був підтриманий лібертаріанським економістом Мілтоном Фрідманом .

### Політичний лібералізм

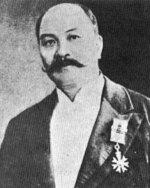
Сер Хо Кай, китайський реформіст, який був натхненний ліберальними ідеями.

Порівняно з економічним лібералізмом, політичний лібералізм залишався маргінальним у Гонконгу. Проте, коли дебати про китайську модернізацію почали загострюватись наприкінці ХХ століття, Гонконг став домом китайських реформаторів та революціонерів. Сер Хо Кай, який був натхненний класичними ліберальними мислителями, такими як Джон Локк, Монтеск'є, Адам Сміт, Джеремі Бентам та Джон Стюарт Мілль. Він був прихильником конституційної монархії в Китаї, а його протеже Сунь Ят-сен, який навчався у Гонконгу, заявив, що саме так отримав свої революційні ідеї.
Одна з перших революційних організацій, Фурен Літературне товариство, була створена в Гонконгу Йєун Ку-ваном у 1892 році. Вони випускали книги та статті, що обговорюють майбутнє Китаю та виступають за повалення уряду династії Цинь і створення в Китаї республіки. Пізніше суспільство було об'єднано в Товариство Відродження Китаю.
Було проведено невеликі ліберальні реформи, здійснені колоніальним управлінням наприкінці 19 століття. Наприклад, сер Джон Боурінг запропонував, щоб вибори до законодавчої ради були засновані на власності, а не на расових ознаках. Він вважав, що права голосу для китайців будуть «пов'язувати їх з діями уряду», який був сильно протиставлений місцевій європейській спільноті та міністерстві у справах колоній. 
Сер Джон Пауп Хеннессі, губернатор Гонконгу (1877-93), був ліберально налаштованим, який намагався порушити расову сегрегацію в колонії, отримав сильний опір в колоніях. Хеннессі також запропонував скасувати розстріл як покарання. Ця пропозиція отримала широку опозицію від громади, яка навіть проводила публічну акцію протесту проти неї. 
Наприкінці XIX — на початку ХХ століття у Гонконгу час від часу з'являлися голоси для політичної лібералізації. Одним з таких прикладів була Асоціація конституційних реформ Гонконгу, яка була створена в 1917 році емігрантською британською діловою спільнотою. На чолі з Генрі Поллоком та Ф. Л. Голйоаком вона запропонувала внесення неофіційної більшості в Законодавчу раду до палати громад Великої Британії через члена парламенту, полковника Джона Уорда, але це було відкинуто міністерством у справах колоній. Без успіху Асоціація конституційних реформ припинила своє існування до жовтня 1923 року. 

## Післявоєнний період

### Студентські рухи 1970-х років
1970-ті роки у Гонконгу були найважливішими у соціально-ліберальних студентських рухах. Попри те, що у студентських союзах переважали китайські націоналісти, які значною мірою були натхнені культурною революцією та особистим культом Мао Цзедуна на той час у материку, ліберальний кабінет під керівництвом Мак-Гой-ва через сприяння Альберта Хо виграв вибори 1974 року. Ліберали влаштували націоналістичний мітинг, але рішуче виступали проти сліпого прокомуністичного націоналістичного дискурсу і наголошували про піклування про суспільство Гонконгу. Багато хто з них також виступав проти колоніального правління. Вони брали участь у таких громадських рухах, як рух китайської мови, антикорупційний рух, та ін., в яких багато студентів-лідерів стали основою сучасного демократичного руху. 

## Революція парасольок і наслідки

Символ революції парасольок

IУ 2013 році правознавець Бенні Тай запропонував акцію громадянської непокори, здійснену в Центральній частині Гонконгу, щоб натиснути на уряд, якщо його універсальні виборчі права виявляться «підробленою» демократією. Захоплення Occupy Central with Love and Peace  (OCLP) вимагало, щоб пропозиція уряду відповідала  «міжнародним стандартам» стосовно загального виборчого права без жодних необґрунтованих обмежень на право виступати на виборах. Він також заявив, що будь-яка громадянська непокора повинна бути ненасильною.
31 серпня 2014 року НКРЕ встановила ліміти для виборів головного виконавчого директора 2017 року. 
У відповідь на рішення НКРЕ, OCLP оголосив, що він організовує громадянські протести. Федерація студентів і науковців Гонконгу мобілізувала студентів та організувала координований бойкот. Водночас 13 вересня, Scholarism організував демонстрацію поза барикадою Центральних урядових структур, де 26 вересня вони оголосили класовий бойкот. Вночі 26 вересня до 100 протестувальників під керівництвом Джошуа Вонга, організатора Scholarism, пробиралися через паркан площі до центральних урядових установ. Поліційний розстріл протестантів на площі привернув увагу багатьох учасників акції протесту, а в кінцевому результаті переріс до 79-денного масового засідання. Протести закінчилися без будь-яких політичних поступок від уряду. 